# Елпидинский, Яков Семёнович
Яков Семёнович Елпидинский (1858 — после 1918) — писатель, историк, краевед, кандидат богословия.

## Биография
Родился в 1858 г. в семье священника Георгиевской церкви с. Каргиничи Лодейнопольского уезда Олонецкой губернии.
Фамилия происходит от греческого слова «елпидий» — надежда.
В 1879 г. окончил Олонецкую духовную семинарию.
В 1883 г. окончил Санкт-Петербургскую духовную академию по церковно-историческому отделению.
С 24 ноября 1883 г. преподаватель общей и русской истории Олонецкой духовной семинарии, с 1888 г. также преподавал в ней немецкий, а с 1901 г. французский язык.
С 1885 по 1885 г. преподавал общую историю, а с 1885 по 1888 г. русскую историю в Олонецком епархиальном женском училище.
Член Олонецкого епархиального историко-археологического комитета с 1912 г.
Член Олонецкого губернского статистического комитета.

## Труды
- Елпидинский Я. С. Религиозно-нравственное мировоззрение Плутарха Херонейского. СПб., 1893, магистерская диссертация
- Елпидинский Я. С. Библейская история. СПб., 1895.
- Елпидинский Я. С. Кирилл и Мефодий, просветители славян. Петрозаводск, 1885
- Елпидинский Я. С. Общая церковная история, Спб, 1912.
- Елпидинский Я. С. Корелы Олонецкой епархии [Текст] / [Яков Елпидинский]. — Петрозаводск : В Губернской тип., 1898. — 7 с.; 25 см.
- Елпидинский Я. С. Олонецкая епархия, её пределы и население // Олонецкие епархиальные ведомости. 1898. № 1.

## Награды
- Орден Святого Станислава 3 степени
- Орден Святого Станислава 2 степени Олонецкие епархиальные ведомости. 1899 г № 11
- Орден Святой Анны 3 степени Олонецкие епархиальные ведомости. 1899. № 16
- Серебряная медаль в память царствования императора Александра III

## Семья
- Жена — Елизавета Андреевна Павловская, дочь священника Петербургской Преображенской Фарфоровской церкви. 12 детей.
  - Сын — Андрей (1894—1959)